# Evelyn Sharp (aviatrice)
Pour les articles homonymes, voir Evelyn Sharp.
Evelyn Sharp (connue sous le surnom de Sharpie, 1er octobre 1919 - 3 avril 1944) est une aviatrice américaine.

## Biographie
Evelyn Sharp est née en 1919 à Melstone (Montana). Elle s'intéresse à l'aviation à l'âge de 14 ans. Elle obtient sa licence de pilote à l'âge de 18 ans, et achète son premier avion avec l'aide d'un homme d'affaires. Elle devient instructrice à l'âge de 20 ans, et forme plus de 350 pilotes. Elle fait partie des toutes premières femmes pilotes des services postaux aériens.
Le 3 avril 1944, elle meurt à 24 ans dans l'accident de son P-38 en Pennsylvanie, où un mémorial a été réalisé en sa mémoire.

## Postérité
L'aéroport de Ord (Nebraska) est nommé « Sharp Field » en son honneur.

### Filmographie
- Sharpie : born to fly, documentaire télévisé.